# NOAD in het seizoen 1964/65
Het seizoen 1964/1965 was het 11e jaar in het bestaan van de Tilburgse betaaldvoetbalclub NOAD. De club kwam uit in de Tweede divisie B en eindigde daarin op de 11e plaats. Tevens deed de club mee aan het toernooi om de KNVB beker, hierin werd in de derde ronde verloren van Holland Sport (0–3).

## Wedstrijdstatistieken

### Tweede divisie B
|       | Baronie | BVV   | D.F.C. | Fortuna | 't Gooi | Helmondia '55 | Hermes DVS | HVC   | Limburgia | LONGA | Roda JC | SVV   | Wilhelmina | Xerxes |
| ----- | ------- | ----- | ------ | ------- | ------- | ------------- | ---------- | ----- | --------- | ----- | ------- | ----- | ---------- | ------ |
| Thuis | 1 – 1   | 1 – 2 | 3 – 5  | 5 – 2   | 0 – 0   | 1 – 2         | 1 – 0      | 1 – 3 | 0 – 1     | 4 – 0 | 0 – 2   | 2 – 2 | 2 – 1      | 1 – 7  |
| Uit   | 1 – 1   | 1 – 0 | 4 – 0  | 3 – 4   | 0 – 1   | 3 – 1         | 0 – 1      | 0 – 2 | 2 – 1     | 1 – 1 | 2 – 0   | 3 – 0 | 3 – 2      | 0 – 0  |

#### KNVB beker
| 1e ronde                                              | NOAD                                        | 3 – 1 (1 – 0) | DOS                          |
| 4 oktober 1964 Plaats: Tilburg Gemeentelijk Sportpark | Theo Netten 18', 82' Harry van Stiphout 51' |               | 72' Tonny van der Linden     |
| 2e ronde                                              | Limburgia                                   | 1 – 2 (1 – 2) | NOAD                         |
| 17 februari 1965 Plaats: 's-Hertogenbosch De Vliert   | Sjef Rademacher                             |               | Theo Netten Wim van Helvoort |
| 3e ronde                                              | Holland Sport                               | 3 – 0 (0 – 0) | NOAD                         |
| 28 februari 1965 Plaats: Scheveningen Houtrust        | Leen de Visser 47', 80' Rob Roosendaal 68'  |               |                              |

## Statistieken NOAD 1964/1965

### Eindstand NOAD in de Nederlandse Tweede divisie B 1964 / 1965
| Stand | Gespeeld | Gewonnen | Gelijk | Verloren | Punten | Doelpunten voor | Doelpunten tegen |
| ----- | -------- | -------- | ------ | -------- | ------ | --------------- | ---------------- |
| 11e   | 28       | 8        | 6      | 14       | 22     | 36              | 51               |

### Topscorers
| #      | Naam                      | Goal |
| ------ | ------------------------- | ---- |
| 1.     | Theo Netten               | 21   |
| 2.     | Ad Brekelmans             | 4    |
| 3.     | Frans van de Luijtgaarden | 3    |
| 4.     | Tini van Osch             | 2    |
| 5.     | Hein Brocken              | 1    |
| 5.     | Wim van Helvoort          | 1    |
| 5.     | Mathijsen                 | 1    |
| 5.     | Hans Muskens              | 1    |
| 5.     | Bart Stovers              | 1    |
| 5.     | Henk Zieltjens            | 1    |
| Totaal | Totaal                    | 36   |

| #      | Naam               | Goal |
| ------ | ------------------ | ---- |
| 1.     | Theo Netten        | 3    |
| 2.     | Wim van Helvoort   | 1    |
| 2.     | Harry van Stiphout | 1    |
| Totaal | Totaal             | 5    |